# 维多利亚·凯尔·泰尔维格
玛丽亚·维多利亚·凯尔·泰尔维格（丹麥語：Maria Victoria Kjær Theilvig，2003年11月13日—），是丹麦模特兒和選美活動，曾获得 2024年环球小姐称号。成为首位获得环球小姐称号的丹麦女性。
曾获 2021年丹麦小姐大赛选美大赛亚军。还代表丹麦参加了 2022年万国小姐选美大赛，进入前20名。